# Huber Matos
Huber Matos Benitez (ur. 26 listopada 1918 w Yara, zm. 27 lutego 2014 w Miami) – kubański polityk, nauczyciel szkoły podstawowej, uczestnik partyzantki przeciwko Fulgencio Batiście, w 1959 dowódca sił powstańczych w prowincji Camagüey, następnie, jako przeciwnik wpływów komunizmu w ruchu rewolucyjnym, został w tym samym roku skazany na 20 lat więzienia. 21 października 1979 wyszedł na wolność. W 1979 wyemigrował do Stanów Zjednoczonych. Został przywódcą organizacji Kuba Niepodległa i Demokratyczna. Autor wspomnień Como llego la noche....